# 宮沢武史
宮沢 武史（みやざわ たけし、1978年4月19日 - ）は、カナダで生まれ、オンタリオ州のクイーンズ大学で美術を学んだ漫画家である。彼のアートスタイルには日本の漫画の感性が取り入れられている。 

## 書誌情報
不完全な漫画本のチェックリスト： 
- ロストプラネット バウンドレイヴン ＃1–2（ 電撃コミックスEX ）
- Mary Jane ＃1–4（マーベル）
- Mary Jane: Homecoming（マーベル）
- Amazing Fantasy（2004年のシリーズ）＃15の"Mastermind Excello"（マーベル）
- Mech Cadet Yu ＃1-12（Boom！Studios）[1]
- Ms. Marvel （Vol. 4）＃3、8、10-12、14-17 [2] （マーベル）
- Robotech：Invasion ＃1–5（ DC Comics / Wildstorm ）
- Runaways （Vol. 1）＃11〜12（マーベル）
- Runaways （Vol. 2）＃7 - 8（マーベル）
- Runaways （Vol. 3）＃7-9（マーベル）
- Secret Invasion：Young Avengers / Runaways ＃1-3（Marvel）
- Sidekicks ＃1–3、 Oni Pressによって出版されたSidekicksと、 Slave Labor Graphicsによって出版されたシリーズLove and Tights ＃1のストーリーは同じ"Crash Course"ユニバースに設定された
- Spider-Man Loves Mary Jane ＃1–15（マーベル）
- Spider-Man Unlimited  ＃1（マーベル）
- Ultimate Comics: Spider-Man ＃7-8（マーベル）
- Uncanny X-Men ＃434（マーベル）
- X-MEN Unlimited ＃42（マーベル）
- ''Spider-Gwen:Ghost-Spider''＃5-10（マーベル）
- '' Ghost-Spider ''＃1-（マーベル）

不完全なトレード・ペーパーバックのチェックリスト： 
- Mary Jane Vol. 1：Circle Of Friends（ダイジェストサイズ）
- Mary Jane Vol. 2：Homecoming （ダイジェストサイズ）
- Spider-Man Loves Mary Jane Vol. 1：Super Crush（ダイジェストサイズ）
- Spider-Gwen:Ghost-Spider Vol. 2：The impossible year